# Ariel Dorfman

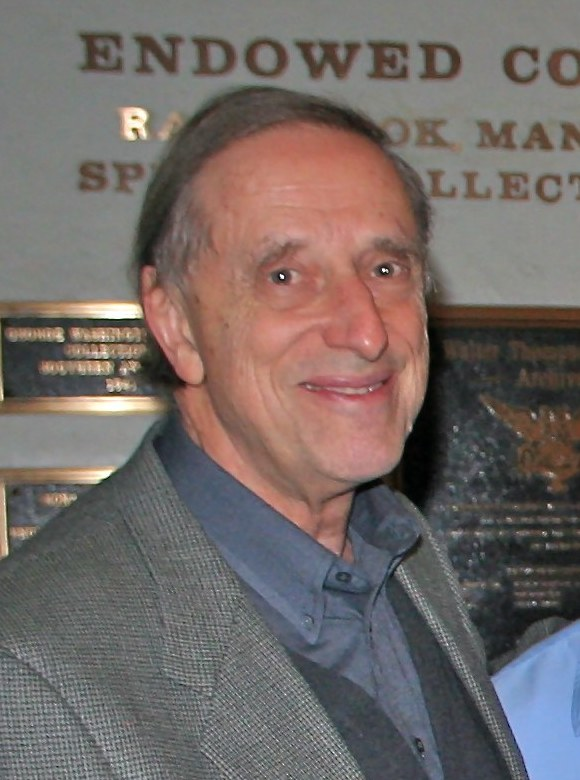

Ariel Dorfman (ur. 6 maja 1942 w Buenos Aires, Argentyna) – chilijski powieściopisarz, dramaturg, eseista i działacz na rzecz praw człowieka. Od 2004 obywatel USA.

## Życiorys
Urodził się w Buenos Aires, jako syn Adolfa Dorfmana (urodzonego w Odessie, znanego argentyńskiego profesora ekonomii) i Fanny Zelicovich Dorfman (posiadającej korzenie rumuńsko-mołdawskie). Krótko po jego narodzinach rodzina przeprowadziła się do USA, a w 1954 do Chile. Studiował w Universidad de Chile, a następnie został nauczycielem w tej uczelni. W 1967 otrzymał obywatelstwo chilijskie. Od 1968 do 1969 studiował na Uniwersytecie Kalifornijskim w Berkeley; po ukończeniu tych studiów powrócił do Chile.
W latach 1970–1973 był doradcą kulturalnym socjalistycznego prezydenta Chile, Salvadora Allende. Po puczu w Chile, w 1973 (skutkującym m.in. śmiercią Allende) został zmuszony do opuszczenia kraju i wyjechał do Paryża, następnie Amsterdamu i Waszyngtonu. Odnosił się krytycznie do Augusto Pinocheta.
Na podstawie sztuki Death and the Maiden (1990) autorstwa Dorfmana powstał film  Śmierć i dziewczyna (1994), w reżyserii Romana Polańskiego.

## Twórczość przetłumaczona na język polski
| Rok  | Tytuł oryginalny          | Polski tytuł         | Polskie wydanie     |
| ---- | ------------------------- | -------------------- | ------------------- |
| 1999 | The Nanny and the Iceberg | Niania i góra lodowa | Świat Książki, 2007 |